# 新伊勢屋小兵衛
新伊勢屋 小兵衛（しんいせや こへえ、生没年不詳）とは江戸時代の江戸の地本問屋である。

## 来歴
武蔵国江戸の池之端仲町（現・東京都台東区上野2丁目の一部および池之端1丁目の一部）において文政天保期に地本問屋を営業している。
文政末年ころ、歌川国芳の大判錦絵10枚揃の『山海名産尽』を出版している。なお、伊勢屋小兵衛との関係は未詳。